# 升糖素 (藥物)
升糖素（INN:glucagon，也稱胰高血糖素），以Baqsimi等商品名稱於市面上銷售，它一種藥物，也是人體自然分泌的激素。.作藥物用時，用於治療低血糖、β受體阻滯劑攝取過量、鈣離子通道阻滯劑中毒，以及對腎上腺素治療無反應的過敏性休克患者。
給藥途徑有靜脈注射、肌肉注射或皮下注射，也有鼻腔給藥製劑。
使用後常見的副作用有嘔吐。其他的副作用有低血鉀和低血壓。不建議嗜鉻細胞瘤或胰島素瘤患者使用。懷孕期使用尚無危害胎兒的記錄。升糖素屬於肝糖分解類藥物。作用原理是促使肝臟將肝糖分解成葡萄糖。
升糖素於1960年在美國獲准用於醫療用途。名列世界衛生組織基本藥物標準清單。升糖素是人工合成的升糖激素。已有通用名藥物於2020年12月在美國上市。

## 醫療用途

### 低血糖
當個體失去意識或因其他原因無法口服或採靜脈注射葡萄糖時，可使用肌肉/皮下注射升糖素製劑進行急救。升糖素進入人體後後可迅速提高血糖水平。升糖素在溶液狀態時會非常不穩定，因此平常是以粉狀保存，注射型升糖素使用前必須先進行復溶 - 將無菌稀釋劑注入含有粉狀胰高血糖素的小瓶中。液體狀態的升糖素容易形成澱粉樣纖維，影響身體對其吸收及利用。復溶過程使得藥物使用較為繁瑣，目前許多公司正開發一些產品，目的在升高其使用便利度。

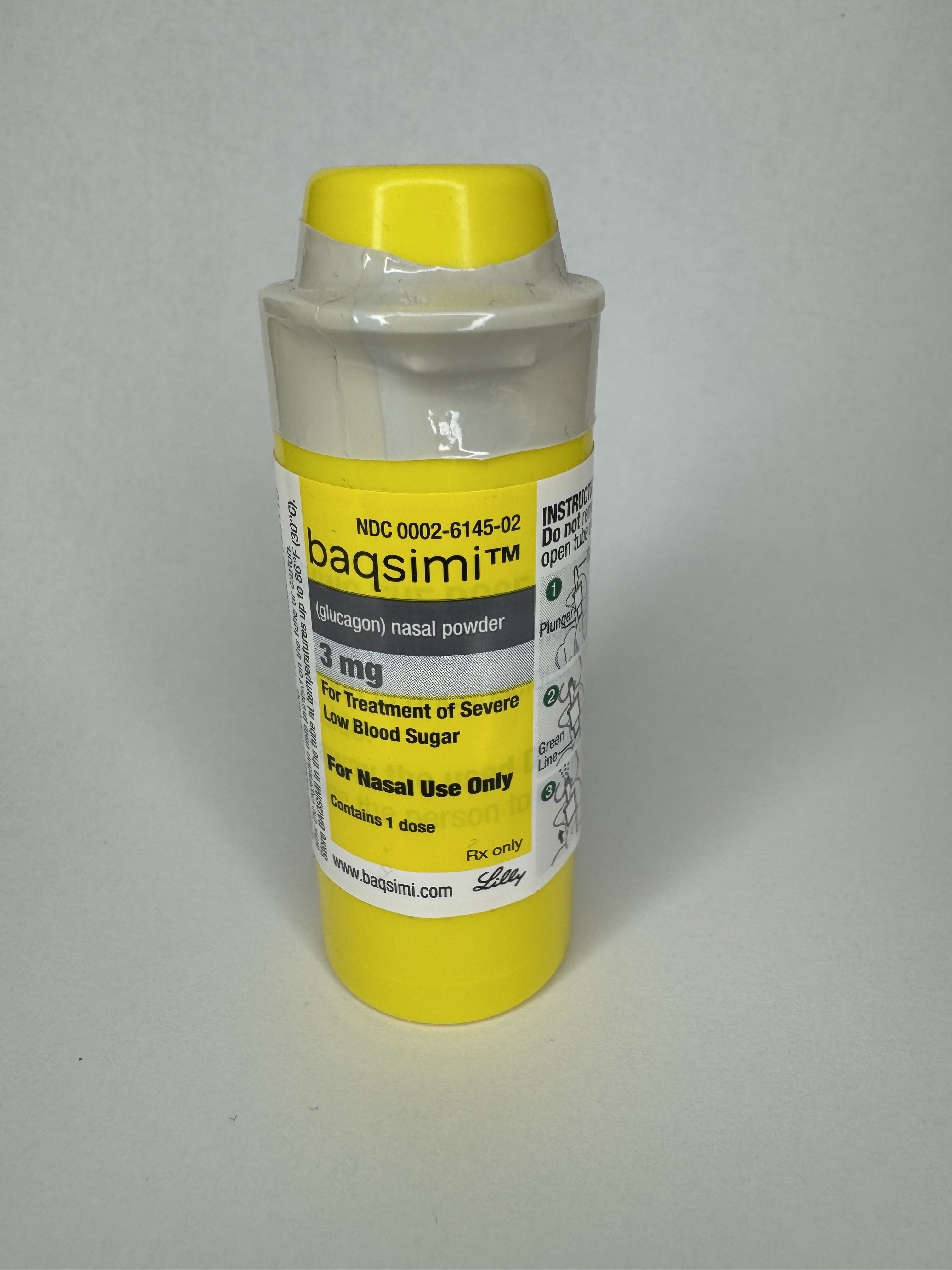
商品名稱為Baqsimi升糖素鼻噴劑的包裝容器外觀。

### β-受體阻滯劑過量
有非正式的證據顯示高劑量升糖素對治療β受體阻滯劑過量（中毒）可能有效，這可能是因為它能增加心肌中的環腺苷酸，而不需經過腎上腺素受體第二信使系統就能產生升高血糖並增強心肌收縮力作用。

### 過敏性休克
一些患有過敏性休克且正在服用β受體阻滯劑的人會對腎上腺素的反應減弱。在此情況下，利用靜脈注射升糖素會對治療此類低血壓有幫助。

### 食道阻塞
升糖素可將食道的下括約肌放鬆，因此可用於治療食道內受到食物阻塞（或稱"牛排館綜合症"）的個體。關於升糖素在這種情況下的有效性證據很少，且升糖素可能會引起噁心和嘔吐等副作用，但使用升糖素通常相對安全，只要不延誤安排其他治療，仍被認為是一種可接受的處理方式。

### 內鏡逆行性膽胰管造影
升糖素可增加環腺苷酸的作用，而導致內臟平滑肌放鬆，因此在內鏡逆行胰膽管造影（ERCP）過程中，十二指腸插管會變得更加容易。

## 不良反應
升糖素作用非常迅速，常見的副作用有頭痛和噁心。
藥物交互作用：升糖素僅會與口服抗凝劑產生交互作用，增加出血風險。

### 禁忌症
雖然升糖素可用於治療各種形式的低血糖症，但禁用於嗜鉻細胞瘤患者，因為可能會誘發腫瘤釋放兒茶酚胺，導致血壓突然升高。同樣的，升糖素也禁用於胰島素瘤患者，因為高血糖效應可能誘發腫瘤釋放胰島素，導致反彈性低血糖。

## 作用機制
血糖素作用機制的過程包含：
1. 接收訊號
2. 啟動反應
3. 傳遞訊息

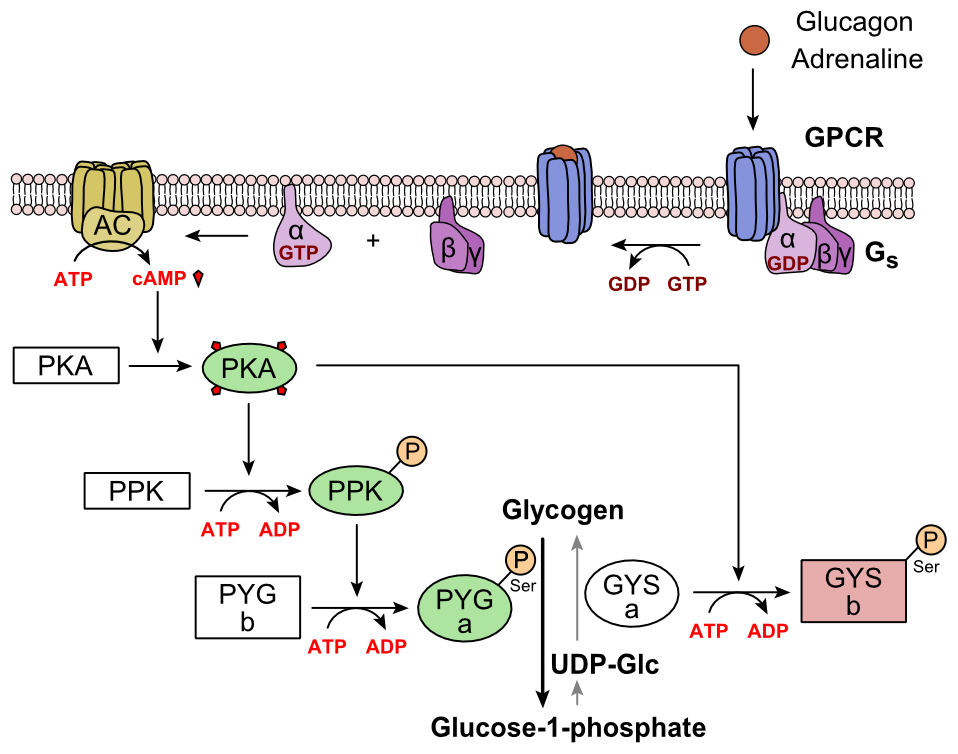
升糖素對肝糖的代謝調節過程。

4. 產生信號分子： 腺苷酸環化酶製造出環磷酸腺苷
5. 環磷酸腺苷活化蛋白激酶A
6. 促進肝醣分解、糖異生作用和脂肪分解，以提高血糖濃度，維持機體能量供應。

升糖素透過複雜的訊號傳遞路徑，在機體需要能量時，促使肝臟分解肝醣並釋放葡萄糖，同時抑制葡萄糖消耗，以維持體內血糖穩定。

## 歷史
美國科學家Frederick Banting和Charles Best在1920年代發現胰島素，為糖尿病患者帶來希望。然而他們在研究胰腺萃取物時，意外發現一種具有升高血糖特性的額外物質。而C. N. Kimball和J. R. Murlin兩位科學家則在1923年正式將這種物質命名為"升糖素 (glucagon)"。glucagon源自希臘文，由"糖 (glyc)"和"激動劑 (agon)"兩個字根組成，意指"促進葡萄糖升高"的物質。雖然升糖素氨基酸序列在1950年代後期即被闡明，但直到1970年代開發出特異性放射免疫分析法後，人們才得以更全面認識升糖素在生理學及病理學上的作用。
升糖素的鼻腔給藥製劑（商品名稱Baqsimi）於2019年在美國和加拿大獲准用於醫療用途。
歐洲藥品管理局 (EMA) 人用藥物委員會 (CHMP) 於2020年12月採納正面意見，建議授予商品名為Ogluo的上市許可，用於治療糖尿病患者的嚴重低血糖症。該藥品的申請者是Xeris Pharmaceuticals Ireland Limited。Ogluo於2021年2月在歐盟獲准用於醫療用途。

## 外部連結
- . MedlinePlus.   [2025-01-07]. （原始内容存档于2020-04-11）.

Template:Eli Lilly and Company